# Бруно (Саксония)
Бруно или Брун (на немски: Brun, * 830/840, † 2 февруари 880) от род Лиудолфинги, е граф и херцог на Саксония от 866 до 880 г. Основател е на династията Брунони и е убит в битка против норманите. Той се чества като Светия и мъченик на римо-католическата църква на 2 февруари като Св. Бруно от Саксония.

## Биография
Той е най-големият син на Лиудолф († 866), граф и херцог на племенното Херцогство Саксония, dux orientalis Saxonum, родоначалник на Лиудолфингите, и Ода († 913) от род Билунги. Брун е брат на Отон I Сиятелни и Луитгарда, съпруга на крал Лудвиг III Младши от Каролингите.
Бруно е убит в битка против норманите на 2 февруари 880 г. Това събитие е споменато във Фулденските анали, и той е честван в същия манастир като граф и брат на кралицата, comes et fr(ater). Дори те изпратили техните имена в далечния манастир Райхенау.
Неговата собственост като глава на Лиудолфингите е наследена от брат му Отон I Сиятелни.